# Julio Ricardo Cruz
Julio Ricardo Cruz (Santiago del Estero, 10 oktober 1974) is een Argentijns voormalig profvoetballer. Cruz speelde in zijn carrière voor onder meer Feyenoord, Inter en Bologna. Cruz draagt de bijnaam El Jardinero, wat 'de tuinman' betekent.

## Biografie
Julio Cruz was een fysiek sterke spits van 1 meter 90. Hij begon zijn profcarrière in 1993 bij CA Banfield. Drie jaar later ging hij naar River Plate, met welke club hij landskampioen van Argentinië werd. In 1997 tekende hij bij Feyenoord, waar hij twee jaar lang een sterk aanvalsduo vormde met Jon Dahl Tomasson. Hoogtepunt van zijn tijd in Rotterdam waren de twee goals die hij in de UEFA Champions League scoorde tegen Juventus en het behalen van de landstitel in 1999. In totaal speelde hij 86 wedstrijden voor Feyenoord, waarin hij 45 goals maakte. Ondanks dit uitstekende gemiddelde kreeg Cruz van supporters en de media vaak het verwijt lui en ongemotiveerd op het veld te staan.
In 2000 ging Julio Cruz naar Italië. Hij speelde drie jaar voor de kleinere club Bologna FC 1909 en was door velen al bijna vergeten toen hij in 2003 een contract tekende bij Internazionale. Daar speelde hij minder regelmatig dan bij zijn vroegere clubs. In zijn eerste twee seizoenen kwam hij tot twaalf goals. Toch was hij regelmatig belangrijk voor de club, zoals in 2005 in een Champions League-wedstrijd tegen FC Porto, toen hij inviel en een 0-1-achterstand omboog in een 2-1-overwinning. In februari 2006 speelde hij na jaren weer eens tegen AFC Ajax: in de achtste finale van de Champions League scoorde hij vlak voor tijd in Amsterdam de gelijkmaker. Cruz vertrok in 2009 naar SS Lazio en stopte een jaar later met voetballen.
Zijn zoon Juan Manuel Cruz (1999) komt sinds 2023 uit voor Hellas Verona.

## Interlandcarrière
| Interlands van Julio Ricardo Cruz voor Argentinië | Interlands van Julio Ricardo Cruz voor Argentinië | Interlands van Julio Ricardo Cruz voor Argentinië | Interlands van Julio Ricardo Cruz voor Argentinië | Interlands van Julio Ricardo Cruz voor Argentinië | Interlands van Julio Ricardo Cruz voor Argentinië |
| №                                                 | Datum                                             | Wedstrijd                                         | Uitslag                                           | Competitie                                        | Goals                                             |
| ------------------------------------------------- | ------------------------------------------------- | ------------------------------------------------- | ------------------------------------------------- | ------------------------------------------------- | ------------------------------------------------- |
| 1                                                 | 02 Apr 1997                                       | Bolivia – Argentinië                              | 2–1                                               | WK-kwalificatie                                   |                                                   |
| 2                                                 | 11 Jun 1997                                       | Ecuador – Argentinië                              | 0–0                                               | Copa América                                      |                                                   |
| 3                                                 | 14 Jun 1997                                       | Argentinië – Chili                                | 2–0                                               | Copa América                                      |                                                   |
| 4                                                 | 17 Jun 1997                                       | Argentinië – Paraguay                             | 1–1                                               | Copa América                                      |                                                   |
| 5                                                 | 21 Jun 1997                                       | Peru – Argentinië                                 | 2–1                                               | Copa América                                      |                                                   |
| 6                                                 | 09 Jun 1999                                       | Mexico – Argentinië                               | 2–2                                               | Vriendschappelijk                                 |                                                   |
| 7                                                 | 13 Jun 1999                                       | Verenigde Staten – Argentinië                     | 1–0                                               | Vriendschappelijk                                 |                                                   |
| 8                                                 | 15 Nov 2000                                       | Chili – Argentinië                                | 0–2                                               | WK-kwalificatie                                   |                                                   |
| 9                                                 | 28 Feb 2001                                       | Italië – Argentinië                               | 1–2                                               | Vriendschappelijk                                 |                                                   |
| 10                                                | 06 Oct 2001                                       | Paraguay – Argentinië                             | 2–2                                               | WK-kwalificatie                                   |                                                   |
| 11                                                | 08 Nov 2001                                       | Argentinië – Peru                                 | 2–0                                               | WK-kwalificatie                                   |                                                   |
| 12                                                | 14 Nov 2001                                       | Uruguay – Argentinië                              | 1–1                                               | WK-kwalificatie                                   |                                                   |
| 13                                                | 13 Feb 2002                                       | Wales – Argentinië                                | 1–1                                               | Vriendschappelijk                                 |                                                   |
| 14                                                | 12 Nov 2005                                       | Argentinië – Engeland                             | 2–3                                               | Vriendschappelijk                                 |                                                   |
| 15                                                | 16 Nov 2005                                       | Qatar – Argentinië                                | 0–3                                               | Vriendschappelijk                                 |                                                   |
| 16                                                | 21 Jun 2006                                       | Nederland – Argentinië                            | 0–0                                               | WK-eindronde                                      |                                                   |
| 17                                                | 30 Jun 2006                                       | Duitsland – Argentinië                            | 1–1                                               | WK-eindronde                                      |                                                   |
| 18                                                | 26 Mar 2008                                       | Egypte – Argentinië                               | 0–2                                               | Vriendschappelijk                                 |                                                   |
| 19                                                | 04 Jun 2008                                       | Mexico – Argentinië                               | 1–4                                               | Vriendschappelijk                                 |                                                   |
| 20                                                | 08 Jun 2008                                       | Verenigde Staten – Argentinië                     | 0–0                                               | Vriendschappelijk                                 |                                                   |
| 21                                                | 15 Jun 2008                                       | Argentinië – Ecuador                              | 1–1                                               | WK-kwalificatie                                   |                                                   |
| 22                                                | 18 Jun 2008                                       | Brazilië – Argentinië                             | 0–0                                               | WK-kwalificatie                                   |                                                   |

## Erelijst
River Plate
- Supercopa Sudamericana: 1997

 Feyenoord
- Eredivisie: 1999
- Johan Cruijff Schaal: 1999

 Internazionale
- Serie A: 2006, 2007, 2008, 2009
- Coppa Italia: 2005, 2006
- Supercoppa Italiana: 2005, 2006, 2008

 Lazio
- Supercoppa Italiana: 2009